# 1820 en architecture
| Années de l'architecture : 1817 - 1818 - 1819 - 1820 - 1821 - 1822 - 1823    |
| Décennies de l'architecture : 1790 - 1800 - 1810 - 1820 - 1830 - 1840 - 1850 |

Cet article présente les faits marquants de l'année 1820 en architecture.

## Réalisations
- Début de la construction de la cathédrale de la Sainte-Vierge-Marie de Blackburn, en Angleterre (fin en 1967).
- Casa França-Brasil à Rio de Janeiro.

Entrée de la Casa França-Brasil en 1954.

## Récompenses
- Prix de Rome : François Villain.

## Naissances
- Alphonse Cusin († après 1895).
- George Devey († 1886).

## Décès
- 7 mars : Thomas Baldwin, géomètre et architecte anglais à Bath  (° vers 1750).
- 3 septembre : Benjamin Latrobe (° 1er mai 1764).
- Adrien Mouton (°1741).